# Noorderdepartement
Het Noorderdepartement (Frans: département du Nord) is het 59ste Franse departement, gelegen in de regio Hauts-de-France.

## Geschiedenis
Het departement was een van de 83 departementen die werden opgericht tijdens de Franse Revolutie, op 4 maart 1790 door uitvoering van de wet van 22 december 1789, uitgaande van de provincie Vlaanderen (Flandres). Dit gouvernement van het Franse koninkrijk was op zijn beurt een samenvoeging van een reeks veroverde gebieden, die in de middeleeuwen tot verschillende territoria behoorden. Het noordelijke en centrale gedeelte van de vroegere provincie en het huidige departement hoorden bij het graafschap Vlaanderen, het oostelijke deel bij het graafschap Henegouwen en het zuidelijke deel vormde het kerkvorstendom Kamerijk (Cambrai).
Tot de regio op 1 januari 2016 werd samengevoegd met Picardië vormde het departement samen met het departement Pas-de-Calais een aparte regio.

## Geografie
Het Noorderdepartement is omgeven door de departementen Pas-de-Calais, Aisne, en op enkele kilometers afstand, het departement Somme.
Het departement grenst in het noorden aan België. De kust ligt aan de Noordzee.
Het gebied van het departement valt cultuurhistorisch uiteen in drie streken: Frans-Vlaanderen, Frans-Henegouwen en het grootste deel van het huidige arrondissement Cambrai. De drie streken zijn onderdeel van de grotere historisch-geografische regio's Vlaanderen, Henegouwen en Kamerijk en het Kamerijkse. Binnen Frans-Vlaanderen valt het enige van oudsher Nederlandstalige gebied van Frankrijk, de Franse Westhoek. Dit komt min of meer overeen met het arrondissement Duinkerke in het uiterste noorden van het departement. Het hoogste punt is de Mont Anor van 271 meter in Anor.
Waterlopen: de rivieren IJzer, Leie, Samber, Schelde en Scarpe.
Het Noorderdepartement bestaat uit de zes arrondissementen:
- Avesnes-sur-Helpe
- Cambrai
- Douai
- Duinkerke (Dunkerque)
- Rijsel (Lille)
- Valenciennes

Het Noorderdepartement heeft 41 kantons:
- Kantons van het Noorderdepartement

Het Noorderdepartement heeft 648 gemeenten:
- Lijst van gemeenten in het Noorderdepartement

## Demografie
De inwoners van het Noorderdepartement heten Nordistes.

### Demografische evolutie sinds 1962
| Naam               | Index 1962 | Index 1968 | Index 1975 | Index 1982 | Index 1990 | Index 1999 | Index 2008 | Index 2019 |
| ------------------ | ---------- | ---------- | ---------- | ---------- | ---------- | ---------- | ---------- | ---------- |
| Noorderdepartement | 100,0      | 105,4      | 109,5      | 109,9      | 110,4      | 111,4      | 111,8      | 113,7      |
| Frankrijk*         | 100,0      | 107,1      | 113,3      | 117,0      | 121,9      | 126,0      | 133,8      | 140,1      |

| Naam               | Inw./km² 1962 | Inw./km² 1968 | Inw./km² 1975 | Inw./km² 1982 | Inw./km² 1990 | Inw./km² 1999 | Inw./km² 2008 | Inw./km² 2019 |
| ------------------ | ------------- | ------------- | ------------- | ------------- | ------------- | ------------- | ------------- | ------------- |
| Noorderdepartement | 399,5         | 421,2         | 437,3         | 438,9         | 440,9         | 444,9         | 446,6         | 454,2         |
| Frankrijk*         | 84,2          | 90,1          | 95,4          | 98,5          | 102,7         | 106,1         | 112,7         | 119,7         |

Frankrijk* = exclusief overzeese gebieden
Bron: Recensement Populaire INSEE - 1962 tot 1999 population sans doubles comptes, nadien Population Municipale
Op 1 januari 2022 had het Noorderdepartement 2.616.909 inwoners.

### De 10 grootste gemeenten in het departement
| #  | Gemeente              | Aantal inwoners (2022) |
| -- | --------------------- | ---------------------- |
| 1  | Rijsel (Lille)        | 238.695                |
| 2  | Roubaix               | 99.507                 |
| 3  | Tourcoing             | 99.160                 |
| 4  | Duinkerke (Dunkerque) | 87.013                 |
| 5  | Villeneuve-d'Ascq     | 62.342                 |
| 6  | Valenciennes          | 42.979                 |
| 7  | Wattrelos             | 40.881                 |
| 8  | Marcq-en-Barœul       | 39.943                 |
| 9  | Douai                 | 39.833                 |
| 10 | Cambrai               | 31.568                 |

## Afbeeldingen

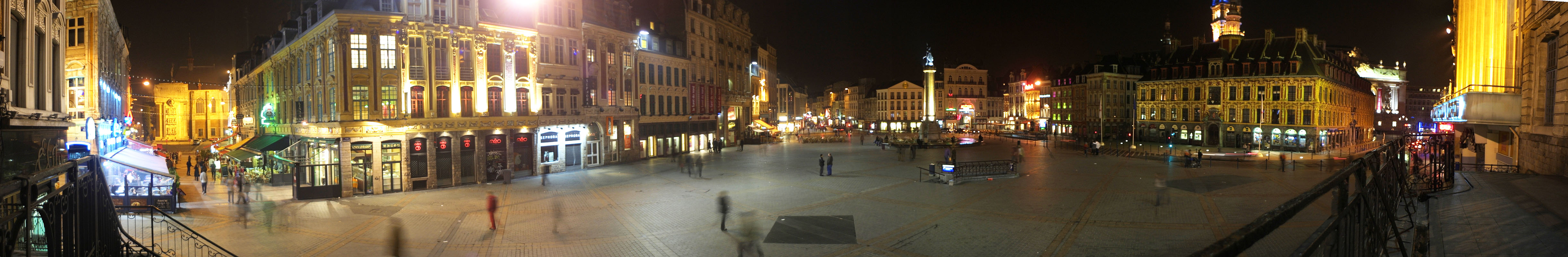
Place du Général de Gaulle, Rijsel (Lille)
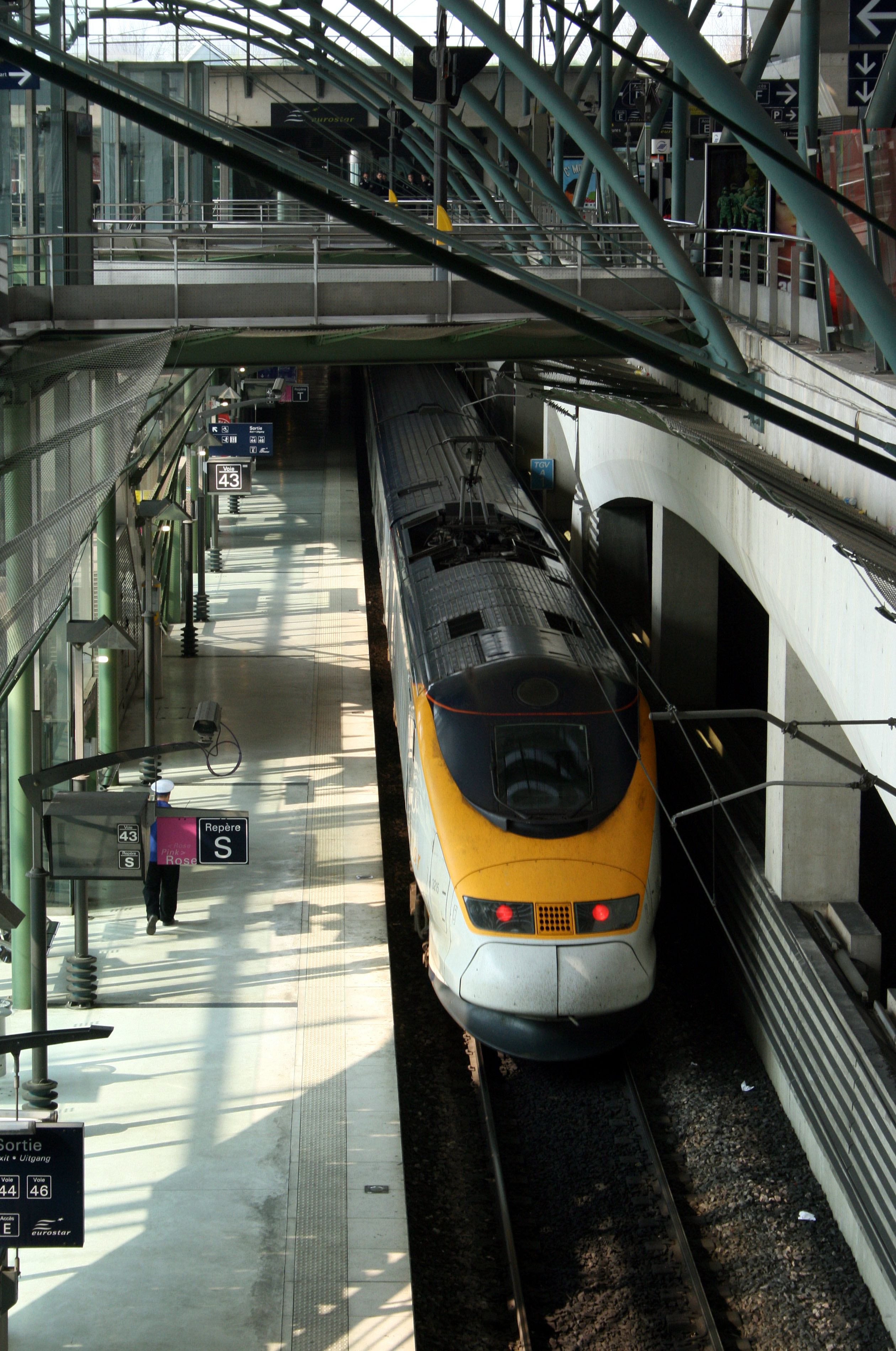
Eurostar in station Lille Europe
Duinkerke